# Oakridge (Gloucestershire)
Oakridge – wieś w Anglii, w hrabstwie Gloucestershire, w dystrykcie Stroud. Leży 19 km na południowy wschód od miasta Gloucester i 141 km na zachód od Londynu.